# Yuto Mori
Yuto Mori (森 勇人 Mori Yūto?, Aichi, 21 de abril de 1995) es un futbolista japonés que juega como centrocampista en el Kamatamare Sanuki.

## Trayectoria

### Clubes
| Club                      | País  | Año       |
| ------------------------- | ----- | --------- |
| Nagoya Grampus            | Japón | 2014-2016 |
| J. League sub-22 (cedido) | Japón | 2014-2015 |
| Gamba Osaka               | Japón | 2017-2018 |
| Mito HollyHock            | Japón | 2019-2022 |
| Kamatamare Sanuki         | Japón | 2023-     |